# حاشیه مویینه

برش عرضی از یک تپه که منطقه هواده، حاشیه مویینه، سطح ایستابی و منطقه آب‌اشباع را نشان می‌دهد.

حاشیه مویینه (انگلیسی: Capillary fringe) لایه‌ای زیر سطح زمین است که در آن آب‌های زیرزمینی بر اثر ویژگی موئینگی از سطح ایستابی بالا رفته و منافذ و حفره‌های خاک را پر می‌کنند. منافذ موجود در زیر حاشیه موئینه به دلیل تنش اشباعی از آب پر شده‌اند. این بخش اشباع‌شده از حاشیه موئینه به دلیل وجود منافذ در اندازه‌های مختلف، کمتر از صعود مویینگی کلی است. اگر منافذ خاک کوچک و تقریباً یکنواخت باشند، ممکن است خاک به اندازه چند ده سانتی‌متر بالاتر از سطح ایستابی کاملاً از آب اشباع شود. از سوی دیگر اگر اندازه حفره‌ها و منافذ بزرگ باشد، بخش اشباع‌شده می‌تواند فقط تا چند سانتی‌متر بالاتر از سطح ایستابی گسترش یابد. خاصیت موئینگی در منطقه هواده (تهویه) که در بالای سطح اشباع قرار دارد روی می‌دهد که در این منطقه مقدار آب با افزایش فاصله از سطح ایستابی کاهش می‌یابد. در خاک‌هایی که اندازه منافذ و حفره‌ها متفاوت است، ضخامت منطقه اشباع‌نشده چندین برابر ضخامت منطقه آب‌اشباع است.